# コルクスクリュー (カクテル)
コルクスクリューとは、ラムをベースとするカクテルであり、ショートドリンク（ショートカクテル）に分類される。なお、カクテル名のコルクスクリューとは、コルク栓抜きを意味する英語である。

## 標準的なレシピ
- ラム（ホワイト） ： ピーチ・リキュール ： ドライ・ベルモット ＝ 2：1：1
- レモンの果皮 （香り付け用）

### 作り方
ラム（ホワイト）、ピーチ・リキュール、ドライ・ベルモットをシェークして、カクテル・グラス（容量75〜90ml程度）に注ぎ、レモンの果皮より精油を絞りかければ完成である。